# 昂代尔和孔东
昂代尔和孔东（法語：Andert-et-Condon，法語發音：[ɑ̃dɛʁ e kɔ̃dɔ̃]）是法国东部安省的一个市镇，属于贝莱区。

## 地理
昂代尔和孔东（45°47'41"N, 5°39'19"E）面积6.94 平方千米，位于法国奥弗涅-罗讷-阿尔卑斯大区安省，该省份为法国东部省份，北起汝拉省，西北接索恩-卢瓦尔省，西接罗讷省和里昂大都会，南至伊泽尔省，东与萨瓦省、上萨瓦省和瑞士接壤。
与昂代尔和孔东接壤的市镇（或旧市镇、城区）包括：贝莱、沙泽-邦、孔特勒沃、圣日耳曼莱帕鲁瓦斯、比热地区阿尔布瓦、沙泽-邦。
昂代尔和孔东的时区为UTC+01:00、UTC+02:00（夏令时）。

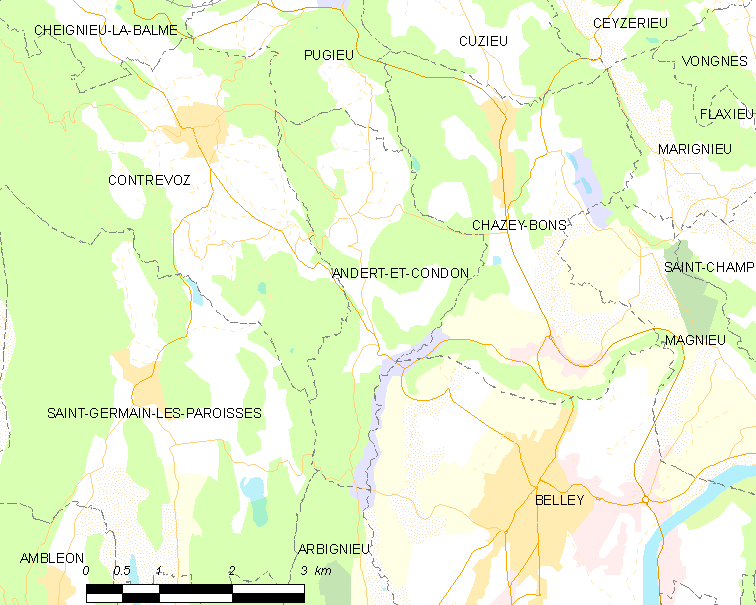
昂代尔和孔东的OSM定位图

## 行政
昂代尔和孔东的邮政编码为01300，INSEE市镇编码为01009。

## 政治
昂代尔和孔东所属的省级选区为贝莱县。

## 人口

1962-2008年间昂代尔和孔东人口变化图示

昂代尔和孔东于2022年1月1日时的人口数量为335人。